# Radicaal 204
Van de in totaal 214 Kangxi-radicalen heeft radicaal 204 de betekenis borduren en handwerk. Het is een van de vier radicalen die bestaan uit twaalf strepen.

## Karakters met het radicaal 204

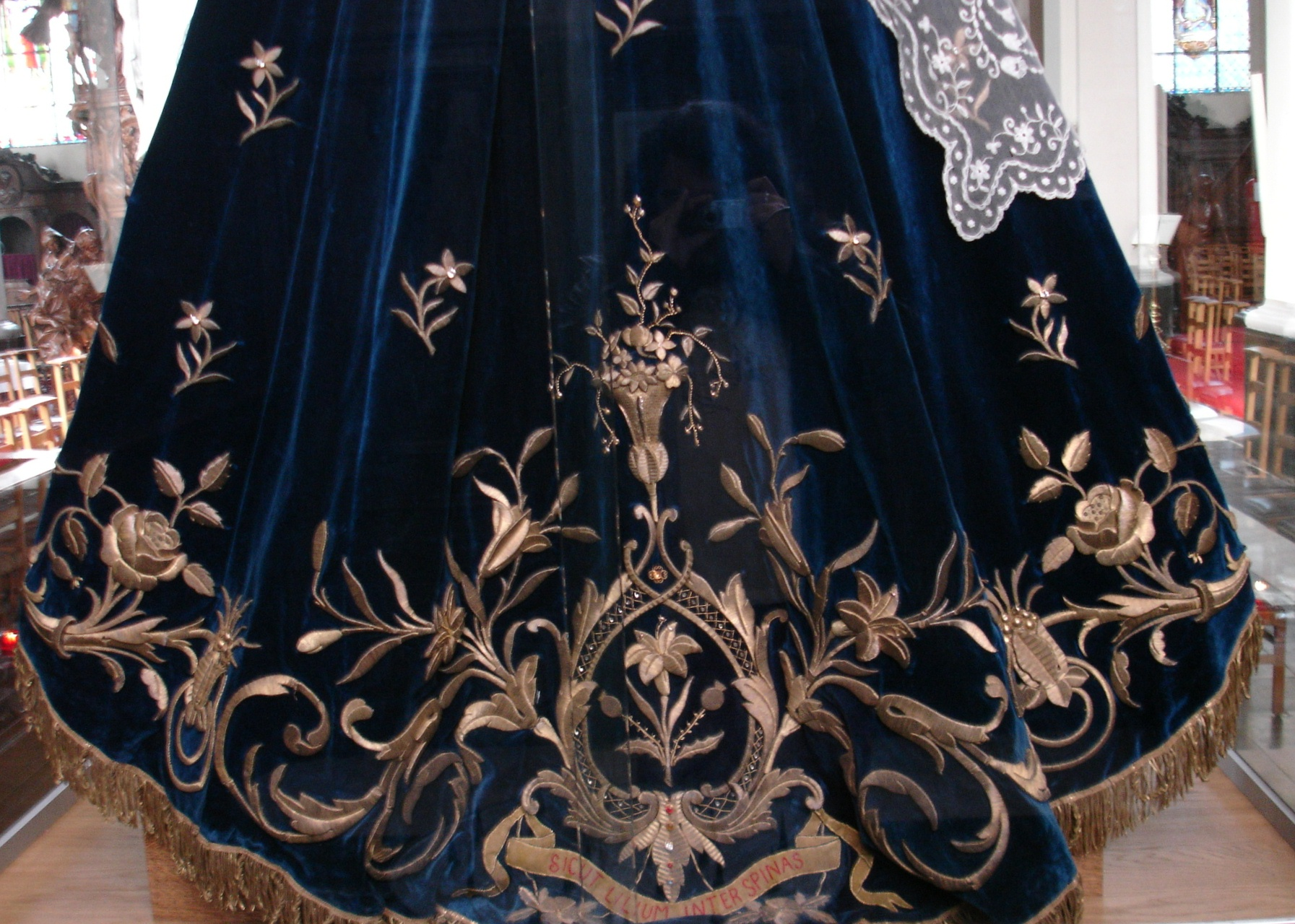
Nederlands gouddraad borduurwerk.

| Strepen | Karakter |
| ------- | -------- |
| + 0     | 黹       |
| + 4     | 黺       |
| + 5     | 黻       |
| + 7     | 黼       |